# Schichtquelle
Eine Schichtquelle (auch Hangquelle) ist eine meist an Berghängen austretende Quelle, bei der Grundwasser zwischen zwei Schichten von Gesteinen des Untergrunds an die Erdoberfläche tritt, wie z. B. im Jura an der Schichtgrenze von Kalkstein und Mergel.
Eine Schichtquelle entsteht, wenn Grundwasser in einer wasserdurchlässigen Schicht (z. B. Sand) über einer relativ wasserundurchlässigen Schicht (z. B. Ton, Lehm oder Mergel) liegt und beide einseitig geneigt sind. Das Wasser tritt dann am tiefsten Punkt der wasserdurchlässigen Schicht aus, wo sie an einem Hang angeschnitten ist. Streichen die Schichten in breiter Front aus, entsteht ein Quellsaum.